# Millennium Line
De Millennium Line is een van de drie metrolijnen van SkyTrain Vancouver in de Canadese stad Vancouver. Hij wordt geëxploiteerd door TransLink.
De lijn is 20,3 kilometer lang en bestaat uit dertien metrostations. De lijn verbindt het centrum van Vancouver met de voorsteden Burnaby en New Westminster. De lijn rijdt in een soort lus en volgt gedeeltelijk dezelfde route als de Expo Line. De route loopt tussen Waterfront Station in het centrum van de stad en VCC-Clark Station.

## Uitbreidingen
Een paar maanden na de opening in 2002 werd de lengte van de lijn bijna verdubbeld, doordat hij werd doorgetrokken van de oorspronkelijke eindhalte Braid Station naar Commercial Drive Station. In 2003 werd Lake City Way Station toegevoegd op het al bestaande traject. De meest recente uitbreiding is de verlenging naar het nieuwe VCC-Clark Station. In de toekomst (2020) wordt de lijn misschien verlengd in de richting van de University of British Columbia.
Expo Line (1985) · Millennium Line (2002) · Canada Line (2009) · Evergreen Line (gepland:2014)